# 托馬斯·扎霍斯基
托馬斯·扎霍斯基（波蘭語：Tomasz Zahorski；1984年11月22日—）是一位波蘭足球運動員。在場上的位置是前鋒。他現在效力於美國足球聯賽球隊夏洛特獨立。他也代表波蘭國家足球隊參賽。